# Kuca (football)
Jailton Alves Miranda est un footballeur cap-verdien né le 2 août 1989 à Praia. Il évolue au poste d'attaquant au CD Feirense.

## Biographie
Le 15 octobre 2018, libre de tout contrat de puis son départ de Boavista, il s'engage pour une saison au FC Hermannstadt, en Roumanie. 

## Palmarès
- Champion du Cap-Vert en 2010 avec le FC Boavista
- Vainqueur de la Coupe du Cap-Vert en 2010 avec le FC Boavista